# Bénéfices industriels et commerciaux
Pour les articles homonymes, voir BIC.
Les Bénéfices Industriels et Commerciaux (BIC) sont une composante du revenu global soumis à l’impôt sur le revenu en France.
Cette catégorie englobe les bénéfices réalisés par les personnes physiques qui exercent une profession commerciale, industrielle ou artisanale (exploitants individuels ou associés de certaines sociétés de personnes).
L’imposition dans la catégorie des BIC obéit à des règles précises:
- l'activité et les types d'entreprises imposables
- le mode d'imposition du bénéfice
- les déclarations à déposer

Le BIC est donc égal aux bénéfices nets réalisés après paiements de toutes les charges d'une exploitation, auxquels s'ajoutent les salaires reçus si une autre personne du foyer fiscal exerce une activité rémunérée.

## Exemple
Gérard et Géraldine sont mariés sans enfants, vivant et travaillant en France. Gérard détient un bar PMU sous forme d'EURL.
Son chiffre d'affaires est de 150 000 euros (avec commissions). Après y avoir déduit ses charges d'exploitations (Consommations, achats externes, charges de fonctionnement, amortissements, pertes financières et exceptionnelles), son résultat net est de 25 000 euros.
Géraldine est employée d’une entreprise de cosmétique, et a un salaire annuel de 24 000 euros.
Gérard a donc un revenu imposable de 25 000 euros et Géraldine, après abattement de 10 %, a un revenu imposable 21 600 euros.
Le revenu imposable du couple est de 46 600 euros ce qui servira de base pour le calcul de leur impôt sur le revenu.